# Alocodesmus luctuosus
Alocodesmus luctuosus är en mångfotingart som först beskrevs av Carl 1914.  Alocodesmus luctuosus ingår i släktet Alocodesmus och familjen Chelodesmidae. Inga underarter finns listade i Catalogue of Life.